# Джинджер Роджерс
Вірджинія Катерина МакМат (англ. Virginia Katherine McMath; 16 липня 1911 — 25 квітня 1995), відома як Джинджер Роджерс (англ. Ginger Rogers) — американська кіноакторка, танцюристка і співачка. Знялася в 10 музичних фільмах з Фредом Астером: словосполучення Джинджер і Фред з часом стало синонімічним будь-якій парі видатних танцюристів.
Джинджер Роджерс знімалася також у ролях іншого амплуа. Отримала «Оскар» як «найкраща акторка» за 1940 за роль у фільмі «Кітті Фойл».

## Дитинство
Вірджинія Катерина МакМат народилася в родині Еддінса МакМата, інженера-електрика з Шотландії, та валлійки за походженням Лели Емоджін Оуенс. Незабаром після її народження батьки розійшлися, й вона з мамою жила у бабусі й дідуся Волтера та Сафрони Оуенс поблизу від Канзас-Сіті. Батько Віджинії намагався відсудити її, двічі її викрадав. Після розлучення батьків, коли мати поїхала на два роки писати сценарії в Голівуді, Вірджинія залишилася з дідом-бабою. Вона любила дідуся, й, пізніше, вже зіркою, купила для нього будинок у Каліфорнії, щоб він був поряд із її роботою в кіностудіях. Двоюрідні брати й сестри в дитинстві не могли вимовити її ім'я, й у них виходило щось на зразок Джинжа.
Коли Вірджинії було 9, її мати одружилася Джоном Логаном Роджерсом. Хоча офіційно Роджерс її ніколи не удочеряв, вона почала використовувати його прізвище. Родина жила у Форт-Ворті, Техас. Мати працювала театральною критикинею у місцевій газеті. Вірджинія часто ходила з мамою до театру й почала там танцювати й співати.

## Початок кар'єри
Кар'єра Роджерс у індустрії розваг розпочалася, коли до міста завітав мандрівний театр водевілів Едді Фоу. Їм потрібна була раптова підміна, й Роджерс зголосилася. Вона виграла танцювальний турнір з чарлстона, що дозволило їй вирушити в шестимісячне турне, а в 1926 виступати в театрі «Крітеріан» у Медфорді, Орегон.
В 17 років Роджерс одружилася з Джеком Кулпеппером, який працював під псевдонімом Джек Пеппер. Вони утворили водевільну пару, називаючи себе Джинджер і Пеппер (імбир і перець). Шлюб швидко розпався, і Роджерс повернулася до матері, яка тоді подорожувала Америкою з театром. Коли трупа добралася до Нью-Йорка, Роджерс залишилася там, отримавши роботу на радіо, а потім дебютувала в Бродвейському театрі у п'єсі «Найвища швидкість» (Top speed).

## Кіно
У 1929 Джинджер Роджерс знялася у трьох фільмах: Ніч у гуртожитку (Night in the Dormitory), День ділового чоловіка (A Day of a Man of Affairs) та Університетські закохані (Campus sweetharts).
Через два тижні після прем'єри «Найвищої швидкості» Роджерс отримала запрошення на провідну роль у «Girl Crazy» Джорджа та Айри Гершвінів. Вважається, що ця п'єса зробила Джинджер Роджерс та Етель Мерман справжніми зірками. Допомагати танцюристам із хореографією найняли Фреда Астера. Так у 19 років за одну ніч після прем'єри Джинджер Роджерс стала зіркою. В 1930 вона підписала семирічний контракт із Paramount Pictures.
Однак скоро вона звільнилася від контракту, який зобов'язував її працювати у Нью-Йорку, й поїхала з мамою до Голлівуду. В Каліфорнії вона підписала контракт на три картини з Пате. Ці три картини нічим особливим не відзначалися й про них швидко забули. Впродовж 1932 вона співала й танцювала то тут, то там. У 1933 вийшов фільм Ворнер Бразерс «42 вулиця», який став для Роджерс проривом у кіно.
Далі вона взяла участь у низці фільмів RKO Radio Pictures. У другому з них, фільмі «Політ до Ріо» (Flying down to Rio), вона працювала з Долорес дель Ріо та Фредом Астером.

## Джинджер і Фред
Разом із Фредом Астером Джинджер Роджерс в період з 1933 по 1939 рік знялася у 9 фільмах: Політ у Ріо, Веселий розлучений (The Gay Divorcee), Роберта (Roberta), Циліндр (Top Hat), За флотом (Follow the Fleet), Час свінгувати (Swing Time), Потанцюємо (Shall we dance), Безтурботний (Carefree), Історія Вернона й Айрін Касл (The Story of Vernon and Irene Castle). Десятий спільний фільм танцювального дуету Баркліз із Бродвею (The Barcleys of Broadway) був знятий після війни у компанії MGM. Джинджер і Фред революціонізували мюзикл, увівши в жанр танцювальні номери безпрецедентної елегантності й віртуозності, пісні для яких писали найвидатніші композитори епохи.
Успіх танцювального дуету був зумовлений тим, що Роджерс чудово доповнювала Астера. Астер був незрівнянним танцюристом, але іноді мав проблеми із акторським мистецтвом і не відзначався особливою вродою. Роджерс, окрім уміння танцювати, мала красу й чудові задатки драматичної акторки.
Хореографами всіх танців, які виконував дует, були Астер та Гермес Пан, проте обидва відзначали значний внесок Роджерс і її професіоналізм, навіть у напружені роки, коли вона працювала над іншими проєктами, водночас відвідуючи виснажливі репетиції з Астером, який випускав принаймні два фільми на рік. У 1986, перед смертю, Астер зауважив: «Всі дівчата, з якими я танцював, думали, що не зможуть впоратися, але, звісно ж, вони могли. Тож вони завжди плакали. Всі, крім Роджерс. Роджерс ніколи не плакала».
А ще він говорив:
Джинджер ніколи раніше не танцювала з партнером. Вона до біса багато вдавала. Вона не може відбивати степ, вона не може те й інше… Але у Джинджер був стиль і талант, і вона весь час росла. І доросла до того, що згодом, усі інші, хто зі мною танцював, виглядали не так, як треба.
Кінокритик Джон Мюллер підсумував здібності Роджерс такими словами:

Роджерс виділялася поміж партнерками Астера не тому, що вона краще за інших танцювала, а тому, що, як вміла акторка з вродженою інтуїцією, зуміла зрозуміти, що акторська гра не припиняється тоді, коли починається танець… Так багато жінок мріяли про танець із Фредом Астером тому, що Джинджер Роджерс створювала враження, що танцювати з ним — найбільша радість, яку собі можна уявити.

На відміну від Астера, Роджерс майже ніколи не виконувала у фільмах сольних танцювальних номерів, а от низка пісень у її виконанні увійшла до «Великого американського пісенника».

## Після 1939
Дует Джинджер і Фред припинив випускати фільми наприкінці 1930-х. Причиною була економічна ситуація тих часів. Кошт постановки музичного фільму зростав швидше, ніж прибутки від нього. Останній фільм дуету в 30-х «Історія Айрін та Вернона Касл» мав серйозний сюжет і трагічне закінчення. Касовий збір від нього був меншим, ніж від будь-якого іншого фільму дуету. На час припинення співпраці з Фредом Роджерс уже була однією з найбільш високооплачуваних акторок у Голівуді й знімалася в інших фільмах. У 1937 році вона знялася в драматичному фільмі «Двері на сцену» (Stage Door) разом із Кетрін Гепберн. У фільмі «Роксі Гарт» (Roxie Heart) 1942 року вона зіграла хитромудру дружину на судовому процесі про вбивство. Цей сюжет був пізніше використаний у «Чикаго».
У 1941 Джинджер Роджерс отримала «Оскара» за головну роль у фільмі 1940 року «Кітті Фойл». На початку 1940-х вона мала велику популярність й була набільшою цінністю RKO. Проте до кінця десятиріччя її кар'єра кіноакторки пішла на спад. Артур Фрід знову об'єднав дует Джинджер і Фреда в фільмі «Барклі з Бродвею» (Barkley's of Broadway), який, хоча й дуже успішний, не зміг зупинити процес. Тогочасні коментатори дещо грубо відзначали, що випущений в 1949 фільм тільки підкреслював, наскільки повітряна дівчина 30-х зникла, поступившись сильній атлетичній жінці.
Поступовий спад продовжувався в 50-х. Ролі для старших акторок з'являлися дедалі рідше, але все ж іноді Роджерс знімалася в солідних фільмах. У фільмі «Штромове попередження» (Storm Warning) вона зіграла з Рональдом Рейганом та Доріс Дей. У «Мавп'ячій справі» (Monkey Business, 1952) грала з Кері Грантом та Мерилін Монро. Того ж року вона зіграла в «Ми не одружені!» також із Мерилін Монро. Потім, після низки невиразних фільмів, у 1965 році вона знову мала великий успіх, граючи Доллі Леві в бродвейській постановці «Гелло, Доллі!».

## Фільмографія
- 1933 — 42-га вулиця / 42nd Street — Анн Лоуелл
- 1933 — Золотошукачі 1933 року / Gold Diggers of 1933 — Фей Фортуна
- 1933 — Політ до Ріо / Flying Down to Rio — Гані Гейл
- 1934 — Веселе розлучення / The Gay Divorcee — Мімі Глоссоп
- 1935 — Романтика в Манхеттені / Romance in Manhattan — Сільвія Денніс
- 1935 — Циліндр / Top Hat — Дейл Тремон
- 1940 — Кітті Фойл / Kitty Foyle — Кітті Фойл
- 1942 — Майор і крихітка / The Major and the Minor — «Сю-сю» (Сьюзен Еплгейт)
- 1952 — Ми не одружені! / We're Not Married! — Рамона Гледвін
- 1952 — Марна праця / Monkey Business — Едвіна Фултон